# Karangwuluh (Kutoarjo)
Karangwuluh is een bestuurslaag in het regentschap Purworejo van de provincie Midden-Java, Indonesië. Karangwuluh telt 1016 inwoners (volkstelling 2010).